# 사카이 다다아키 (1812년)
사카이 다다아키(일본어: 酒井忠発, 1812년 10월 17일 ~ 1876년 2월 12일)는 에도 시대의 다이묘로, 데와노쿠니 쇼나이번의 9대 번주이다. 관위는 종4위하, 사에몬노조(左衛門尉), 시종(侍従)이다.

## 생애
분카 9년(1812년) 9월 13일, 쇼나이 번의 8대 번주 사카이 다다카타의 맏아들로 태어났다. 분세이 9년(1826년) 12월에 관위에 서임되었고, 덴포 4년(1833년)에 종4위하에 서임되었다. 덴포 13년(1842년) 4월 14일, 아버지가 은거함에 따라 번주직을 계승했다. 가에이 2년(1849년)부터는 서양식 포술 훈련과 해안경비 강화에 힘썼고, 가에이 6년(1853년)에 시나가와 포대의 경비를 담당했다. 안세이 6년(1859년) 9월, 에조치 경비를 담당했고, 이듬해에는 에조치로 출병하여 식민을 장려했다. 맏아들 다다히로(忠恕)가 일찍 사망했기 때문에, 분큐 원년(1861년) 8월 6일, 동생인 다다토모에게 가문을 계승케 하고 은거하였다. 1876년에 65세로 사망하였다.

## 일본 최고의 어탁
덴포 10년(1839년) 2월, 지금의 일본 도쿄도 스미다구 긴시 정 부근에서 낚아올린 붕어 어탁(魚拓)인 '긴시보리의 붕어(錦糸堀の鮒)'가 일본에서 가장 오래된(最古) 어탁으로 여겨지며, 이 물고기를 다다아키가 낚았다고 한다. 혼마 미술관 학예원 사토 시치로(佐藤七郎)의 조사에 따르면, 어탁에 기재된 '덴포 10년 해(亥) 2월 그믐날, 긴시보리에서 잡으신 붕어의 그림(天保十年亥二月晦日 於錦糸堀 御獲鮒之図)'이라는 문구 중 '잡으신(御獲)이라는 구절에서 높은 사람이 잡은 것임을 알 수 있는데, 당시 에도 긴시보리 근처에 있던 사카이 가문의 인물들을 조사해본 결과 다다아키 이외에는 해당되는 인물이 없다고 한다.
| 전임 사카이 다다카타 | 제9대 쇼나이번 번주 1842년 ~ 1861년 | 후임 사카이 다다토모 |